# Paddy Carty
Pour les articles homonymes, voir Carty.
Paddy Carty, né en 1929 à Rafford (Loughrea, comté de Galway) et mort en 1980, est un flûtiste traditionnel irlandais. Il a remporté à trois reprises le All-Ireland Fleadh Championship (1960, 1961 et 1963).
Il est connu pour la fluidité de son style et sa virtuosité sur sa flûte de type Radcliff (flûte à clés inventée par John R. Radcliff en 1870).
Il a collaboré notamment avec Paddy Fahey (aussi noté Paddy Fahy) et était membre du Aughrim Slopes Céilí Band, ainsi que du Leitrim Céilí Band lorsque ce groupe remporta le All-Ireland Fleadh Championship (1959 et 1962).

## Biographie
Paddy Carty vient au monde dans une famille de musiciens et commence à jouer du tin whistle à six ans, puis, plus tard, à l'Irish flute. À la fin des années 1940, il rejoint l'Aughrim Slopes Céili Band, et entre en contact avec Paddy Fahey et Patrick Kelly (en), deux fiddlers qui eurent une influence marquante sur son inspiration et son style.
Son premier instrument est une flûte classique à huit trous et une perce conique, mais voulant donner plus de puissance à son jeu, il penche pour une flûte en métal à clés de type Boehm, à perce cylindrique. Il est ainsi un des premiers flûtistes traditionnels à utiliser ce type de flûte.
Il remporte à trois reprises le All-Ireland Fleadh Championship (1960, 1961 et 1963) en tant que soliste, et deux fois avec Leitrim Céilí Band (1959 et 1962).
Son style est fluide et rythmé et caractérisé par un remarquable contrôle du souffle, sans être très rapide ni très orné.

## Discographie
- Traditional Irish Music, avec Mick O'Connor) (1971) ;
- Traditional Music of Ireland, avec Conor Tully et Frank Hogan (1985).